# Roberto Vander
Frans Robert Jan van der Hoek mais conhecido como Roberto Vander (Laren, 20 de setembro de 1950) é um ator e cantor neerlandês, com carreira no México e no Chile.

## Carreira

### Televisão
| Televisão | Televisão                | Televisão                         | Televisão                  |
| Ano       | Telenovela               | Personagem                        | Canal                      |
| --------- | ------------------------ | --------------------------------- | -------------------------- |
| 1986      | Cuna de lobos            | Julio Cifuentes                   | Televisa                   |
| 1987      | El precio de la fama     |                                   | Televisa                   |
| 1987      | Senda de gloria          | James Van Hallen                  | Televisa                   |
| 1987      | Victoria                 | Ray                               | Televisa                   |
| 1988      | Semidiós                 | Hugo Leonardo Lemus               | Canal 13                   |
| 1989      | Bravo                    | Juan Pablo Lira                   | Canal 13                   |
| 1989      | Simplemente María        | Rafael Hidalgo                    | Televisa                   |
| 1990-91   | En carne propia          |                                   | Televisa                   |
| 1991      | La pícara soñadora       | Gregorio Rochild                  | Televisa                   |
| 1992      | Fácil de amar            | Mario Zambrano                    | Canal 13                   |
| 1993      | Doble juego              | Patricio Corral                   | Canal 13                   |
| 1994      | Caminos cruzados         | Ambrosio Jiménez y Cisneros       | Televisa                   |
| 1995      | Amor a domicilio         | Guillermo Stone                   | Canal 13                   |
| 1996      | Adrenalina               | Gerardo Ahumada                   | Canal 13                   |
| 1997      | Sin ti                   | Guillermo Ysaguirre               | Televisa                   |
| 1998      | Enséñame a querer        | Rafael del Santo Sacramento       | Venevisión                 |
| 1999      | Por tu amor              | Don Nicolás Montalvo              | Televisa                   |
| 2000      | Milagros                 | Benjamín Muñoz                    | América Televisión         |
| 2001-2002 | Salomé                   | Mauricio Valdivia                 | Televisa                   |
| 2003      | Velo de novia            | Germán del Álamo                  | Televisa                   |
| 2003-2004 | Mariana de la noche      | Ángel                             | Televisa                   |
| 2003      | Amores urbanos           | Carlos                            | Mega                       |
| 2004      | Rubí                     | Arturo de la Fuente               | Televisa                   |
| 2005-2006 | El amor no tiene precio  | Germán Garcés                     | Televisa                   |
| 2007      | Destilando amor          | Ricardo Duarte                    | Televisa                   |
| 2007      | Un amor indomable        | Hernán Montenegro                 | ATV                        |
| 2007-2008 | Al diablo con los guapos | Néstor Miranda                    | Televisa                   |
| 2008      | Fuego en la sangre       | Dr. Gilberto Castañeda            | Televisa                   |
| 2009      | Pecadora                 | Cayetano                          | Venevisión                 |
| 2010      | Salvador de mujeres      | Julio César                       | Venevisión                 |
| 2011      | Los Herederos del Monte  | Emilio del Monte / Pablo González | RTI Producciones Telemundo |
| 2011      | Infiltradas              | Octavio Gangas                    | Chilevisión                |
| 2012      | El talismán              | Esteban Nájera                    | Venevisión                 |
| 2012      | La sexóloga              | Axel Cooper                       | Chilevisión                |
| 2013      | Pasión prohibida         | Ariel Piamonte                    | Telemundo                  |
| 2014-2015 | Hasta el fin del mundo   | Gerónimo Peralta De la Riva       | Televisa                   |

### Cinema
- Mauro el mojado (1986)...... Jeff
- Club Med  (1986)

## Prêmios e indicações

### Prêmio TVyNovelas
| Ano  | Categoria                  | Telenovela | Resultado |
| ---- | -------------------------- | ---------- | --------- |
| 2005 | Melhor ator de reparto     | Rubí       | Nomeado   |
| 1988 | Melhor revelação masculina | Victoria   | Nomeado   |